# Arma reglamentaria
Un arma reglamentaria, arma estándar o arma de servicio es un arma de fuego utilizada oficialmente por una policía o ejército para dotar a todo su personal, estas armas generalmente son pistolas semiautomáticas, fusiles de asalto y ametralladoras de propósito general.
En el siglo XX la mayoría de los ejércitos utilizaron como fusil estándar a los fusiles de combate o batalla, tales como el M14 estadounidense o el FN FAL belga, actualmente algunos ejércitos siguen utilizando este tipo de armas como el Ejército Argentino el cual sigue utilizando el fusil FN FAL desde los años 1950 o las está reemplazando como algunos ejércitos hacen ahora.
Ejemplos de armas reglamentarias son como el Ejército de los Estados Unidos el cual utiliza como armas estándares la pistola Beretta 92 y la carabina Colt M4.
- Datos: Q27961388